# Кушнірюк Сергій Георгійович
Сергі́й Гео́ргійович Кушнірю́к (нар. 15 березня 1956, Витилівка, УРСР )  — український радянський гандболіст, що виступав на позиції лінійного, олімпійський чемпіон, заслужений майстер спорту, український гандбольний тренер. Заслужений працівник фізичної культури і спорту України (2012).

## Життєпис
Народився у селі Витилівка, що на Буковині, однак за рік сім'я переїхала до Чорткова, куди батька направили на роботу.
Грав за команду ЗІІ (Запоріжжя), з якою п'ять разів ставав бронзовим призером чемпіонату СРСР. З 1978 року виступав за ЦСКА. Чемпіон СРСР з гандболу 1979/80 років.
У 1976 році на монреальській Олімпіаді виграв олімпійське золото в складі збірної СРСР. Зіграв у всіх шести матчах, закинув чотири голи. На московській Олімпіаді здобув разом із командою срібло, зігравши у всіх п'яти матчах і закинувши дванадцять м'ячів.
Працював головним тренером чоловічої збірної України з гандболу.
Станом на 2011 рік працював деканом факультету фізичного виховання, завідувачем кафедри теорії та методики фізичного виховання Бердянського державного педагогічного університету, професор, кандидат наук з фізичного виховання і спорту, академік Академії спорту України.

## Державні нагороди
- Заслужений працівник фізичної культури і спорту України (25 грудня 2012) — за вагомий особистий внесок у розвиток і популяризацію фізичної культури і спорту, багаторічну сумлінну працю та з нагоди 60-річчя участі українських спортсменів в Олімпійських іграх[5]